# Saint-Loup-de-Fribois
Saint-Loup-de-Fribois ist eine Ortschaft und eine ehemalige französische Gemeinde mit 180 Einwohnern (Stand: 1. Januar 2022) im Département Calvados in der Region Normandie. Sie gehörte zum Kanton Mézidon-Canon im Arrondissement Lisieux.
Mit Wirkung vom 1. Januar 2017 wurden die früheren Gemeinden Biéville-Quétiéville und Saint-Loup-de-Fribois zu  einer Commune nouvelle mit dem Namen Belle Vie en Auge zusammengelegt und haben in der neuen Gemeinde den Status einer Commune déléguée. Der Verwaltungssitz befindet sich im Ort Biéville-Quétiéville.

## Lage
Nachbarorte sind Notre-Dame-d’Estrées im Nordwesten, Crèvecœur-en-Auge im Norden, Notre-Dame-de-Livaye im Nordosten, Monteille im Osten, Le Mesnil-Mauger im Süden und Biéville-Quétiéville im Westen.

## Bevölkerungsentwicklung

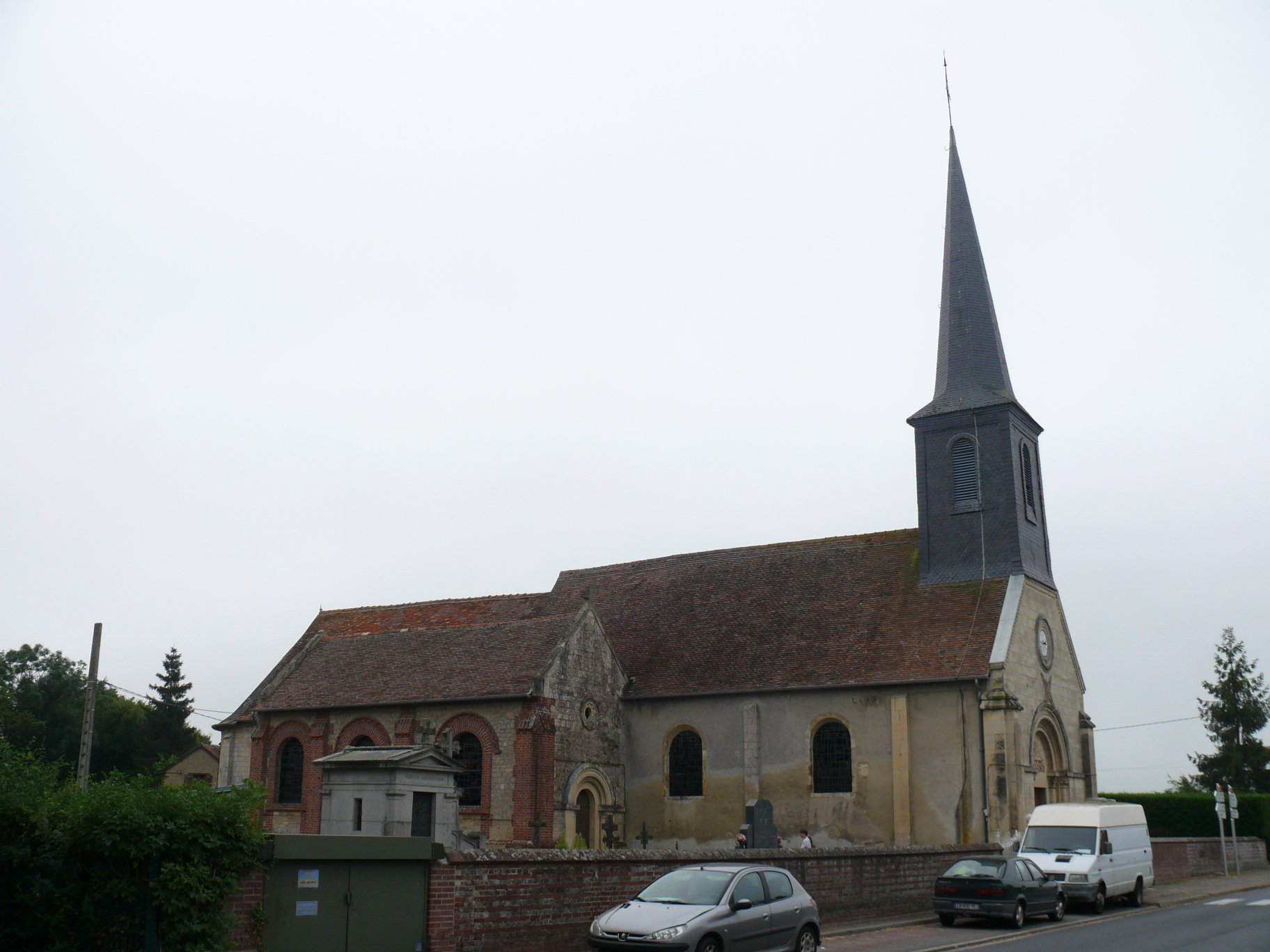
Kirche Saint-Vigor

| Jahr      | 1962 | 1968 | 1975 | 1982 | 1990 | 1999 | 2008 | 2016 |
| --------- | ---- | ---- | ---- | ---- | ---- | ---- | ---- | ---- |
| Einwohner | 189  | 170  | 153  | 161  | 141  | 178  | 194  | 186  |